# Yōkō Kamio
 (avril 2010).
Si vous disposez d'ouvrages ou d'articles de référence ou si vous connaissez des sites web de qualité traitant du thème abordé ici, merci de compléter l'article en donnant les références utiles à sa vérifiabilité et en les liant à la section « Notes et références ».
Yōkō Kamio (神尾 葉子, Kamio Yōkō) est une mangaka et dessinatrice japonaise, née le 29 juin 1966. Elle est surtout connue pour son œuvre Hana yori dango pour laquelle elle a reçu en 1996 le Prix Shōgakukan dans la catégorie Shōjo. Son travail a été traduit et distribué en Asie, en Europe ainsi qu'en Amérique.

## Biographie
Yōkō Kamio n'a jamais eu l'intention de devenir une écrivaine de manga lorsqu'elle était jeune. À l'origine, elle voulait devenir secrétaire et a donc étudié dans une école de secrétariat, mais son amour pour le dessin l'a finalement menée à ce métier. Elle rentre dans le domaine des mangakas en 1989. Dans les années suivantes, elle publie Suki Suki Daisuki, Ano Hi Ni Aitai, et Meri-San no Hijutsu dans Margaret avant de créer Hana yori dango en 1992.

### Hana yori dango
Le manga Hana yori dango s'est rapidement fait connaître au Japon. Beaucoup de monde voyait dans les séries d'Hana yori dango un portrait réaliste de la vie lycéenne au Japon, et en particulier la violence quotidienne qui pouvait y régner.
Par la suite, Kamio fut surprise par les confidences de certains fans racontant leurs propres expériences dans les lycées. C'est alors qu'elle décida d'utiliser le personnage de Tsukushi comme un modèle pour la jeunesse japonaise, afin de les aider à surmonter ces violences incessantes.
Au milieu des années 1990 sortent des CD par le groupe SMAP et un film live action sur « Hanadan », preuve du succès des séries.
En 1995, une adaptation en animé d'Hana yori dango voit le jour, pour lequel Kamio participa aux choix des personnages principaux.
Hana yori dango s'est vu publier dans le magazine japonais Margaret ainsi que Wink, un magazine sud-coréen. Les séries ont été publiées aussi bien en japonais, chinois, cantonais, thaïlandais, coréen, français et anglais. Les animés ont été enregistrés au Japon, à Hong Kong, Taïwan, Singapour, Italie, et aussi vendus et distribués aux États-Unis.
De plus, la série a été adaptée en jeu Game Boy (uniquement au Japon) pendant l'été 2001.

Avec cette popularité croissante, Hana yori dango s'est ensuite vu adapté en série télévisée à Taïwan sous le titre de Meteor Garden.

Le manga est publié pour la dernière fois dans le numéro d'août 2003 du magazine Margaret, et dans le numéro 36 de Tankōbon.
Initialement, Yoko Kamio voulait faire du personnage de Hanazawa Rui le héros d'Hana yori dango, mais face à l'extraordinaire personnalité de Domyoji Tsukasa (personnage devenu plus populaire que celui de Rui auprès du public), Yoko changea d'avis et fit de Domyoji le héros de la série.
En dépit du succès grandissant de Hana yori dango, Kamio souhaita mettre fin à la série au printemps 2010. Cependant, en février 2000, lors d'une conférence sur les mangas à Taipei (Taïwan), Kamio annonça qu'elle continuera la série. Son enthousiasme à travailler sur Hana yori dango arriva à un point qu'il lui arrivait même de rêver de Domyoji, ainsi elle avoua dans une interview : « rêver d'un personnage que l'on a créé est assez déroutant...»
ABC-CBN a déjà acheté les droits pour Meteor Garden.
L'œuvre d'Hana yori dango est connu sous le nom anglais Boys Over Flowers. Ce nom a été emprunté pour la série télévisée sud-coréenne Boys Over Flowers, créée en 2009 par Jun Ki Sang.
Elle a aussi commencé un autre projet, Cat Street, qui est un autre shōjo publié par Shūeisha. Le manga a été fait en huit volumes.